# Formosa Petrochemical
Formosa Petrochemical Corp. — тайваньская нефтехимическая компания. В списке крупнейших компаний мира Forbes Global 2000 за 2022 год заняла 639-е место (542-е по размеру выручки, 640-е по чистой прибыли, 1734-е по активам и 603-е по рыночной капитализации).

## История
Компания основана в 1992 году как подразделение Formosa Plastics Group. В 2003 году провела размещение акций на Тайваньской фондовой бирже.

## Деятельность
Компания занимает 2 место по переработке нефти на Тайване, уступая лишь CPC Corporation. Formosa Petrochemical принадлежит 2 НПЗ суммарной мощностью 540 тыс. баррелей нефти в сутки.
Выручка за 2020/21 финансовый год составила 620 млрд новых тайваньских долларов ($22,3 млрд), из них 64 % пришлось на нефтепереработку, 29 % — на производство олефинов, 7 % — на коммунальные услуги.